# أتلتيكو سبورت أفياتسو
أتلتيكو سبورت أفياتسو (بالفرنسية: Atlético Sport Aviação )‏ هو نادي كرة قدم أنغولي تأسس في 1 أبريل 1953 ، يقع مقره الرئيسي في لواندا، ويلعب في دوري أنغولا الممتاز.

## وصلات خارجية
- الموقع الرسمي